# 푸윙
푸윙(중국어 간체자: 傅颖, 정체자: 傅穎, 한어 병음: Fù Yǐng 푸잉[*], 월병: Fu6 Wing6, 한자음: 부영, 영어: Theresa Fu 테리사 푸[*], 본명: 푸레이잉(중국어: 傅莉盈 푸리잉[*], 월병: Fu6 Lei6 Jing4), 1984년 9월 22일 ~ )은 홍콩의 가수, 배우, 모델이다. 쿠키스에 소속되어 있다. 홍콩에서 출생하였으며 지난날 한때 중화인민공화국 푸젠 성 푸톈 시에서 잠시 유아기를 보낸 적이 있다.